# Герард Горенбут
Герард Горенбут (нід. Gerard Horenbout) (близько 1465 — 1541) — мініатюрист Фламандії, автор зразкових мініатюр раннього нідерландського живопису.

## Біографія
Герард Горенбут  жив і працював у Генті і найбільш відомий як ілюстратор рукописів. Він також виготовляв вітражі, гобелени, вишиванки, залізні вироби та панно. Вперше згадується в 1487 році, коли приєднався до малярів Гільдії святого Луки. Герард Горенбут одружився з Маргарет Свандерс незабаром після приєднання до гільдії. У них було шестеро дітей, двоє з яких були художниками Лукас Горенбу та Сюзанна Хорнебольт. Були також сини Елой та Йоріс. Лукас, Сюзанна та ще хоча б один з його синів Горенбуд були підготовлені до малярства.
Герард Горенбут мав щонайменше двох учнів, одного в 1498 році і одного в 1502 році. У 1515 році він став малярем  ерцгерцогині Маргарет Австрійської, а також працював при дворі Генріха VIII в Англії. Його відвідав Альбрехт Дюрер у 1521 році, коли Дюрер купив ілюстрований рукопис, зроблений його дочкою Сюзанною.  Його син  Лукас Горенбу був також відомим живописцем. 
Його дружина Маргарет Свандерс або Ван Сондерс померла в 1529 році. Після 1500 року шотландський король Яків IV доручив йому виготовити книгу годин. Здається, ця робота зробила художника заможним, у 1503 році він купив будинок, наповнений  картинами.
Між 1522 та 1525 роками художник з родиною емігрував до Англії, можливо, через фінансові можливості, які чекали його на острові, але еміграція не може бути виключена з релігійних причин. Там він працював на королівську родину. Горенбо прожив в Англії до кінця життя і помер у Лондоні.

## Творчість

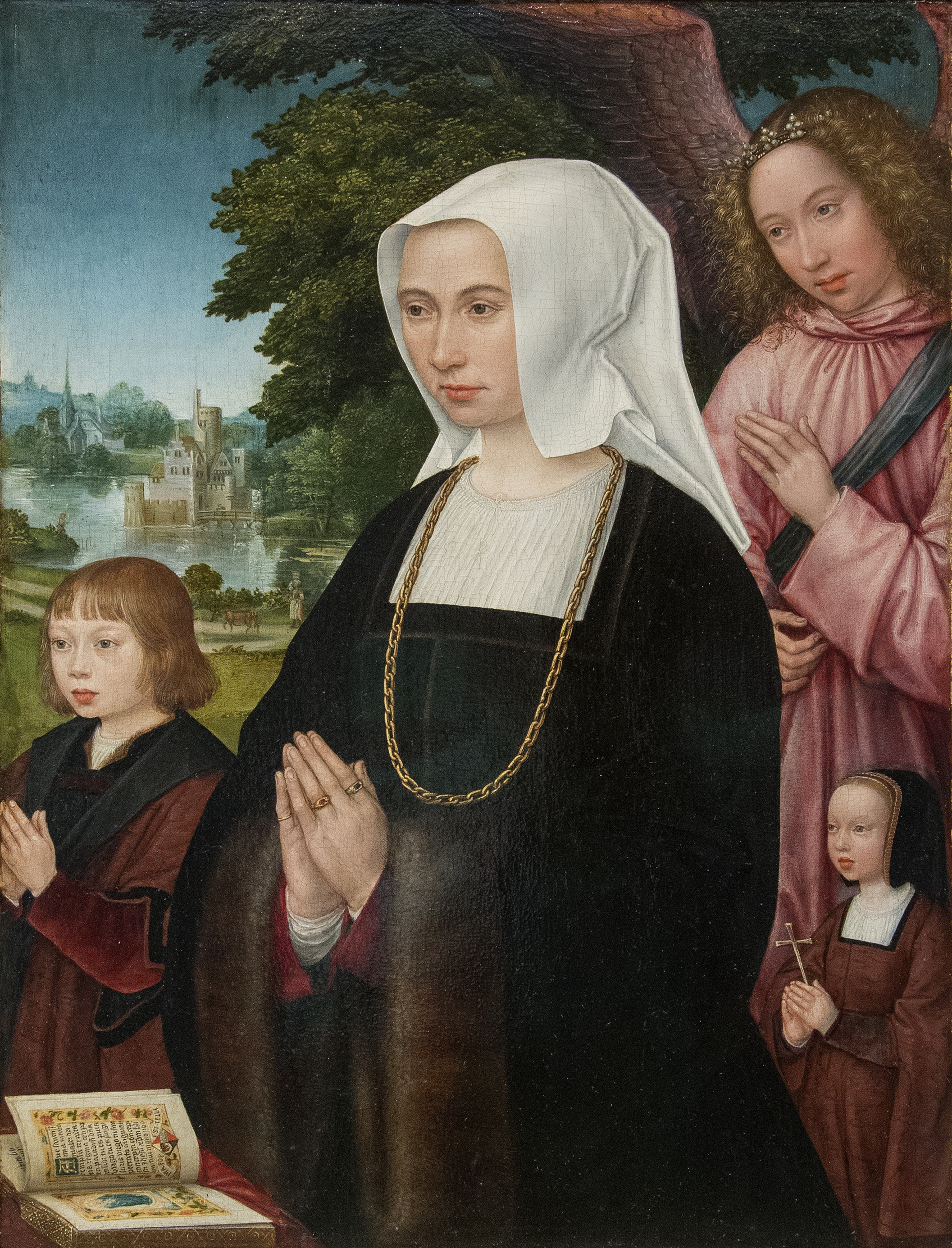
Мініатюра Герарда Горенбута

Художник працював у багатьох областях: після завершення навчання у фламандського художника він ілюстрував рукописи, робив вівтарні вироби та малював портрети. У монастирі біля свого рідного міста Гент він певний час працював з кількома черницями і створив з ними модельний сад. Квіти виготовляли з тканини і потім доставляли тодішній правительці Маргариті Австрійській. Герарду Горенбуту  належать також:
- Мініатюри у  Бревіарі Елеонори Португалії, близько 1500 року
- Мініатюри у  Джеймса IV Шотландії, між 1502 та 1503 рр.
- 16 мініатюр   для  ерцгерцогині Маргарет Австрійської, між 1517 та 1520 роками
- Мініатюри в  Бревіані Гримані, до 1520 р.
- Портрети Лівена Ван Поттельсберга та Лівіна Ван Стілант, c. 1525 р. В Музеї образотворчих мистецтв, Гент